# Kerktoren van Miedum
De kerktoren van Miedum is een kerktoren in Miedum in de Nederlandse provincie Friesland.

## Beschrijving
De zadeldaktoren uit de 14e eeuw staat op een terp. De kerk is in 1834 gesloopt. De achterover hellende toren heeft een 19e-eeuwse ommetseling en werd in 1956 gerestaureerd. De kerktoren staat 4,72 graden (hellingshoek) uit het lood. Daarmee helt de 14 meter hoge toren ruim een meter over en is het de scheefste toren van Nederland. De kerktoren is een rijksmonument.

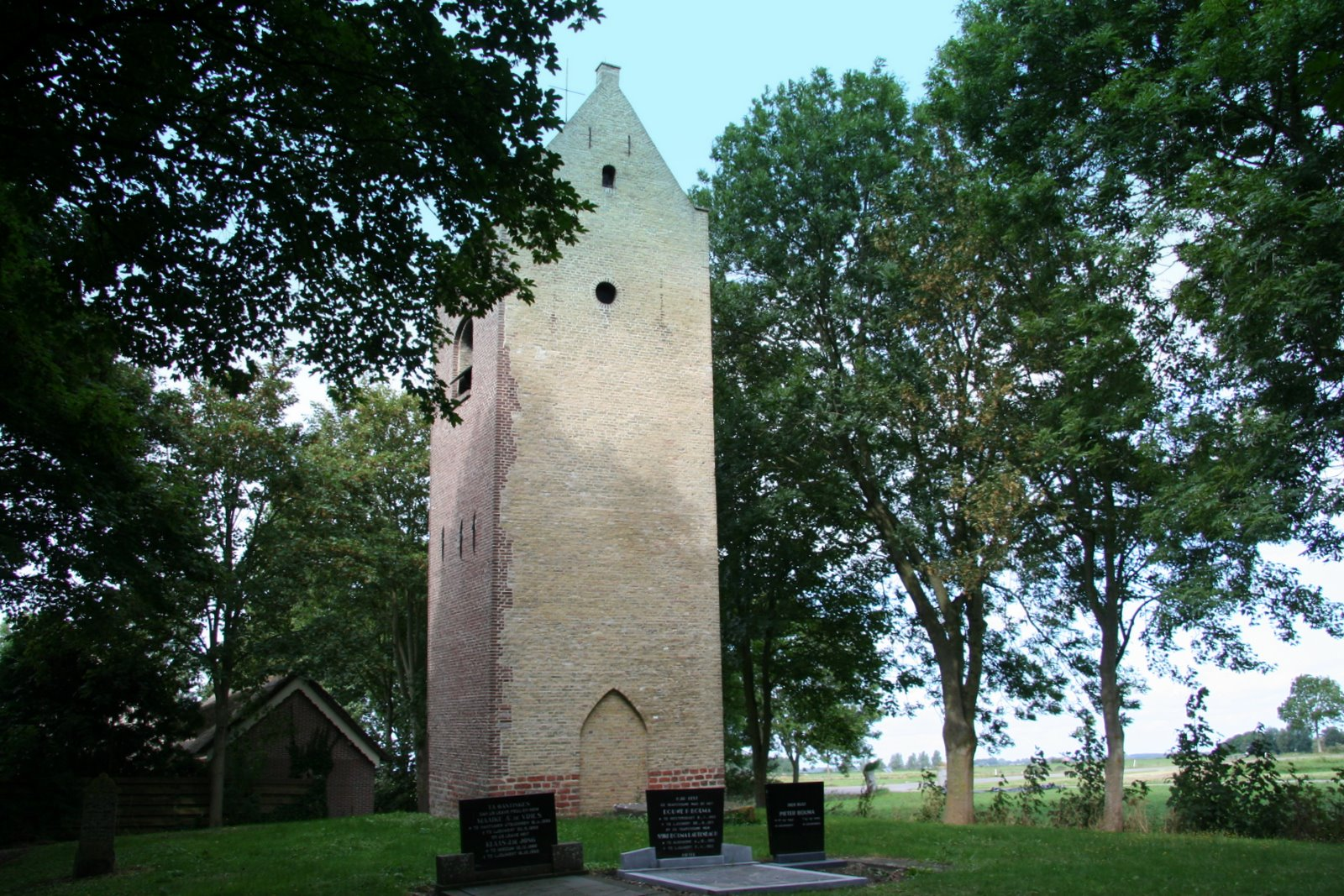
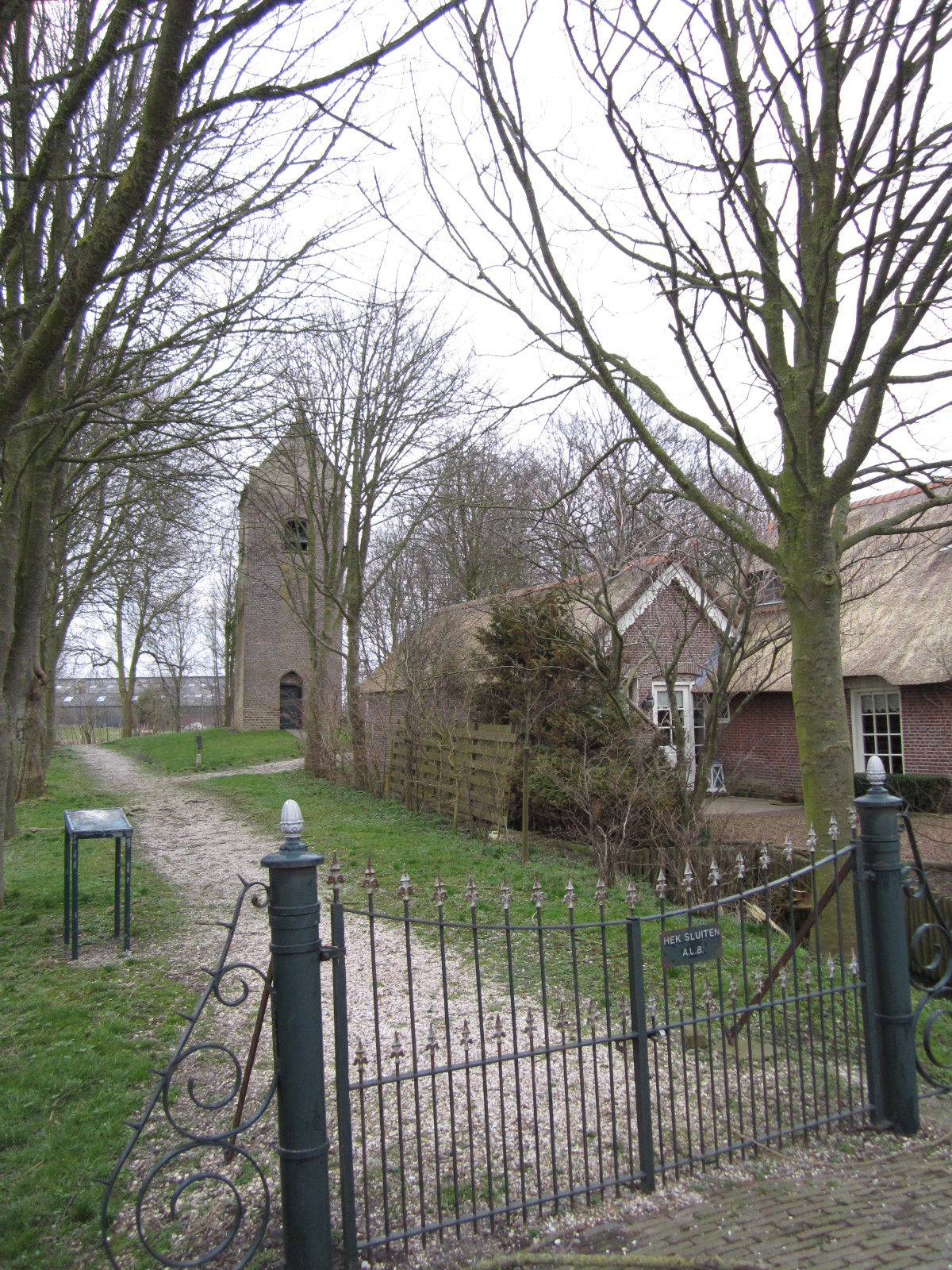